# Roosevelt-sziget
Roosevelt-sziget (Roosevelt Island) a New Yorkban áramló East River egyik keskeny szigete, a terület Manhattan közigazgatásához tartozik. A megközelítőleg 3.2 km hosszú, 240 m széles sziget Manhattannek a keleti 46. utca és a 85. utca közötti része mentén húzódik, keletre Long Island területén Queens van. A sziget New York város tulajdona, viszont New York állam városfejlesztési intézménye 1969 óta 99 évre bérli. Az 1970-es évek elején kialakított, mintegy 20 000 lakosú lakónegyede többségében bérlakásból áll. Az Egyesült Államok 2020-as népszámlálási adatai szerint 11 722 lakosa volt.
Az indián neve Minnehanonck, holland neve Varkens Eylandt (Disznó-sziget) volt, első angol neve Blackwell's Island, majd 1921 és 1973 között Welfare Island, 1973-tól pedig  Roosevelt Island.
A 19. században még börtön és börtönkórház működött itt, ezek felszámolása után a 20. században újabb kórházak épültek, a sziget lehetőséget nyújtott a fertőzőbetegek és a mentális problémájúak elkülönülésére. A 20. század második felére ezek megszűnésétől a sziget arculata megváltozott, az 1970-es években lakónegyed épült itt és Roosevelt-sziget fokozatosan bekapcsolódott New York vérkeringésébe. 2017-ben adták át a Cornell Egyetem egyik campusát. Az ENSZ-központ relatív közelsége miatt diplomáciai testületek számos tagja számára vonzó a sziget, többek között az egykori ENSZ-főtitkár, Kofi Annan is itt lakott.

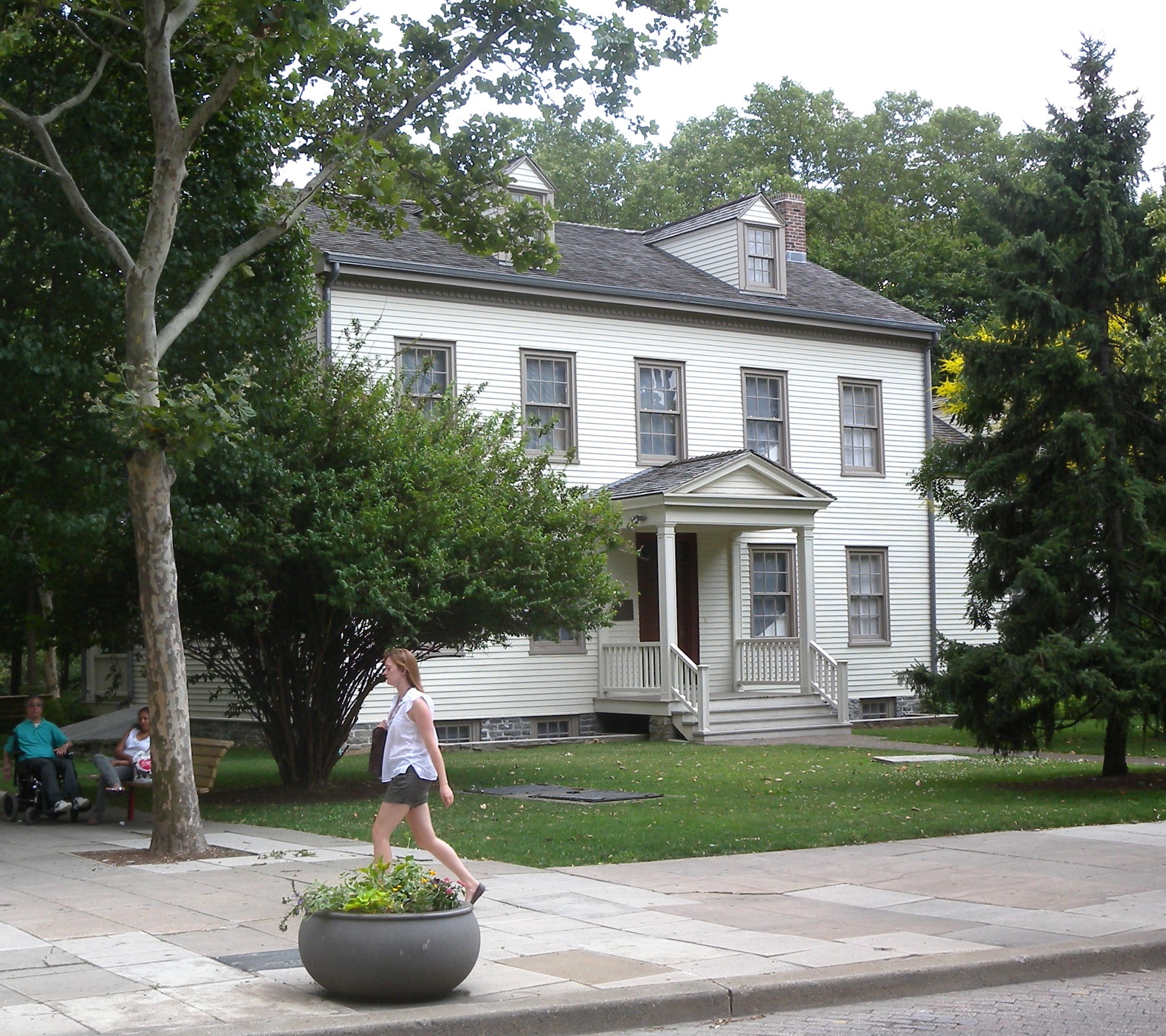
Legöregebb épülete az 1796-ban épült Blackwell House
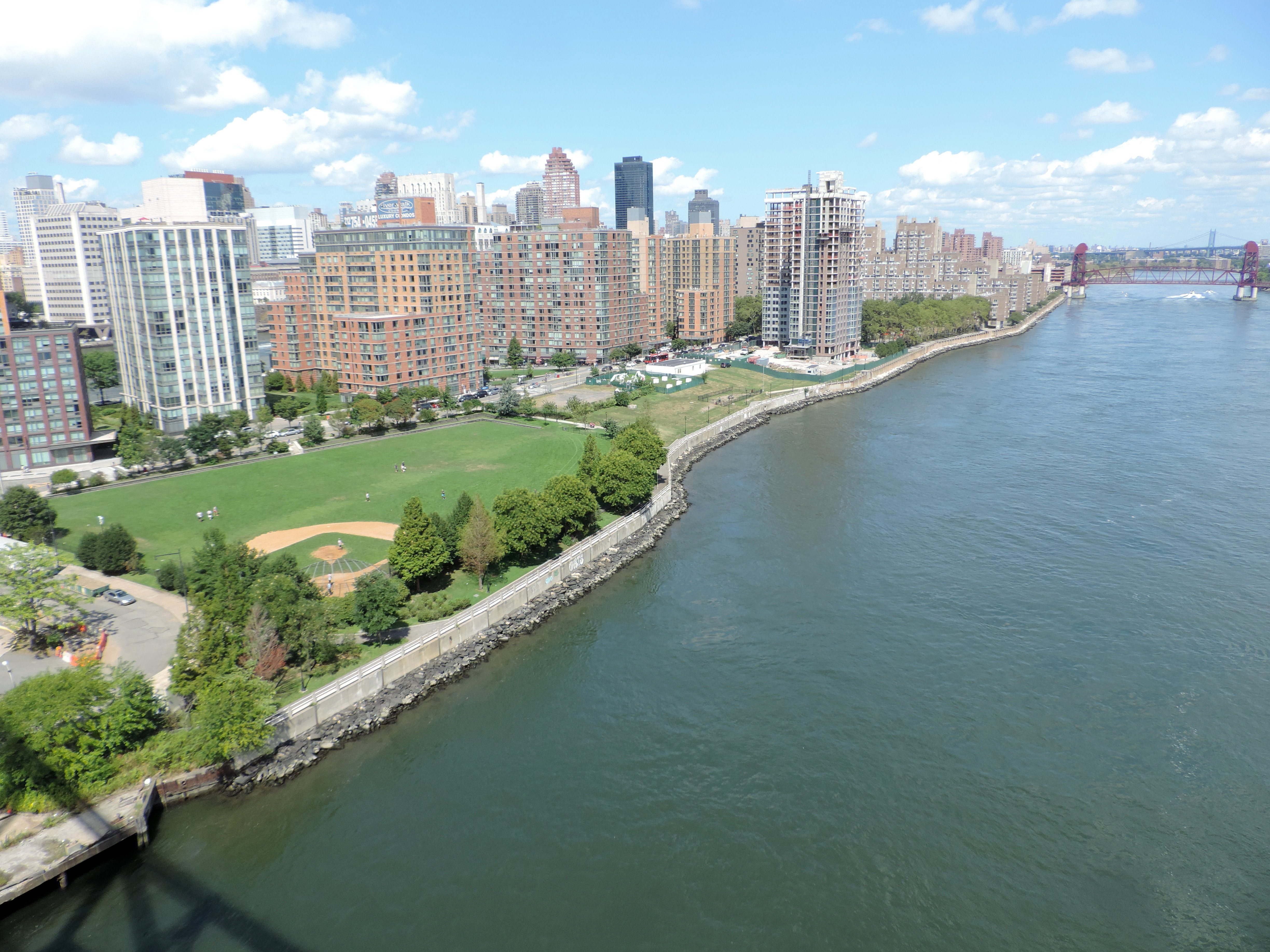
A sziget keleti oldala a Queensboro Bridge-ről, 2014
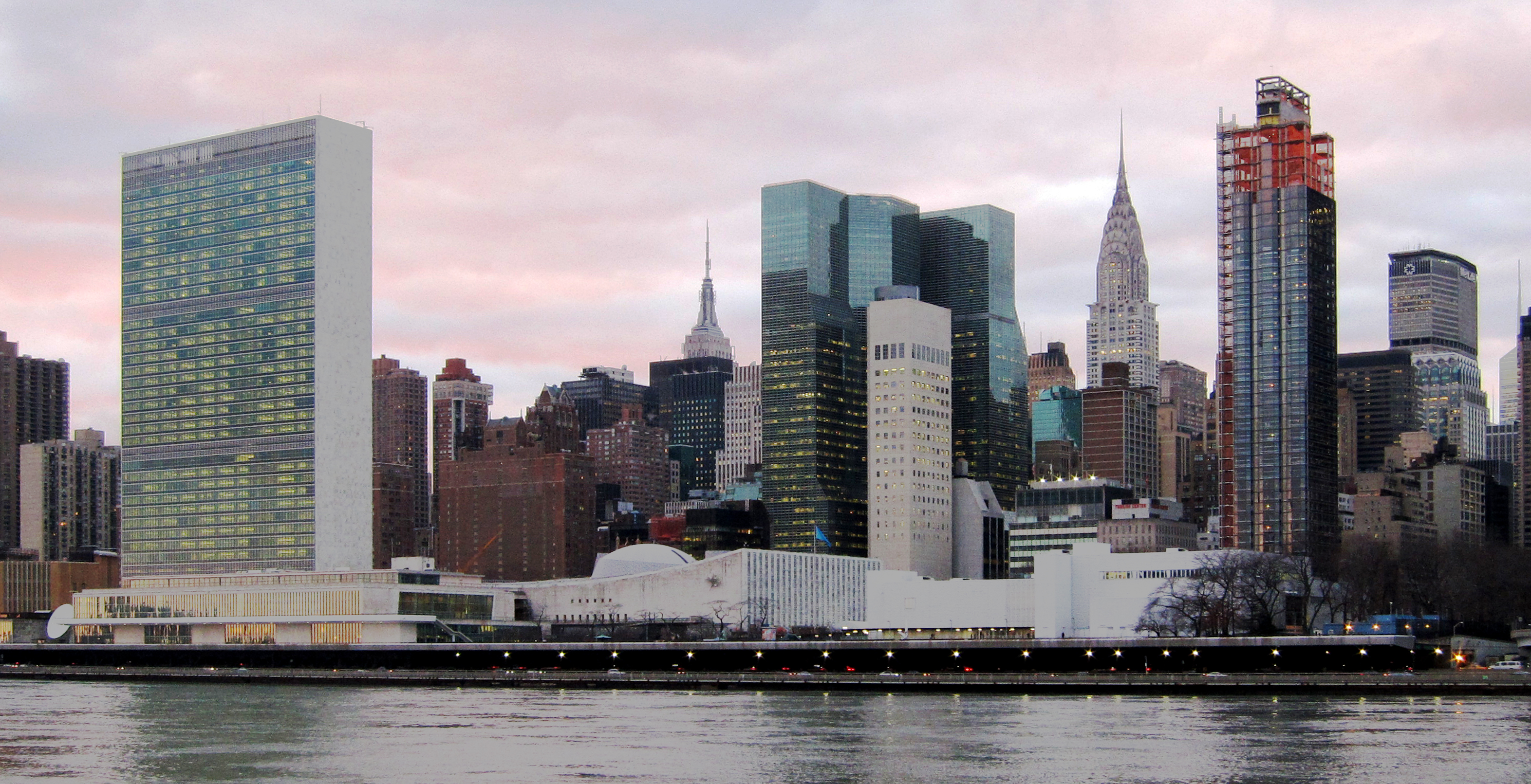
Az ENSZ-központ épületkomplexuma a Roosevelt-szigetről nézve

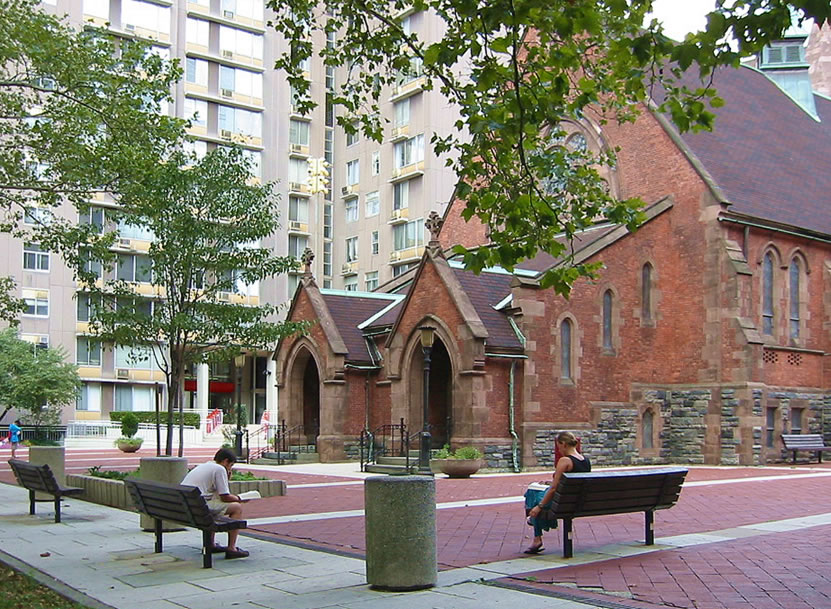
Az 1888-ban épült Episzkopális-temploma
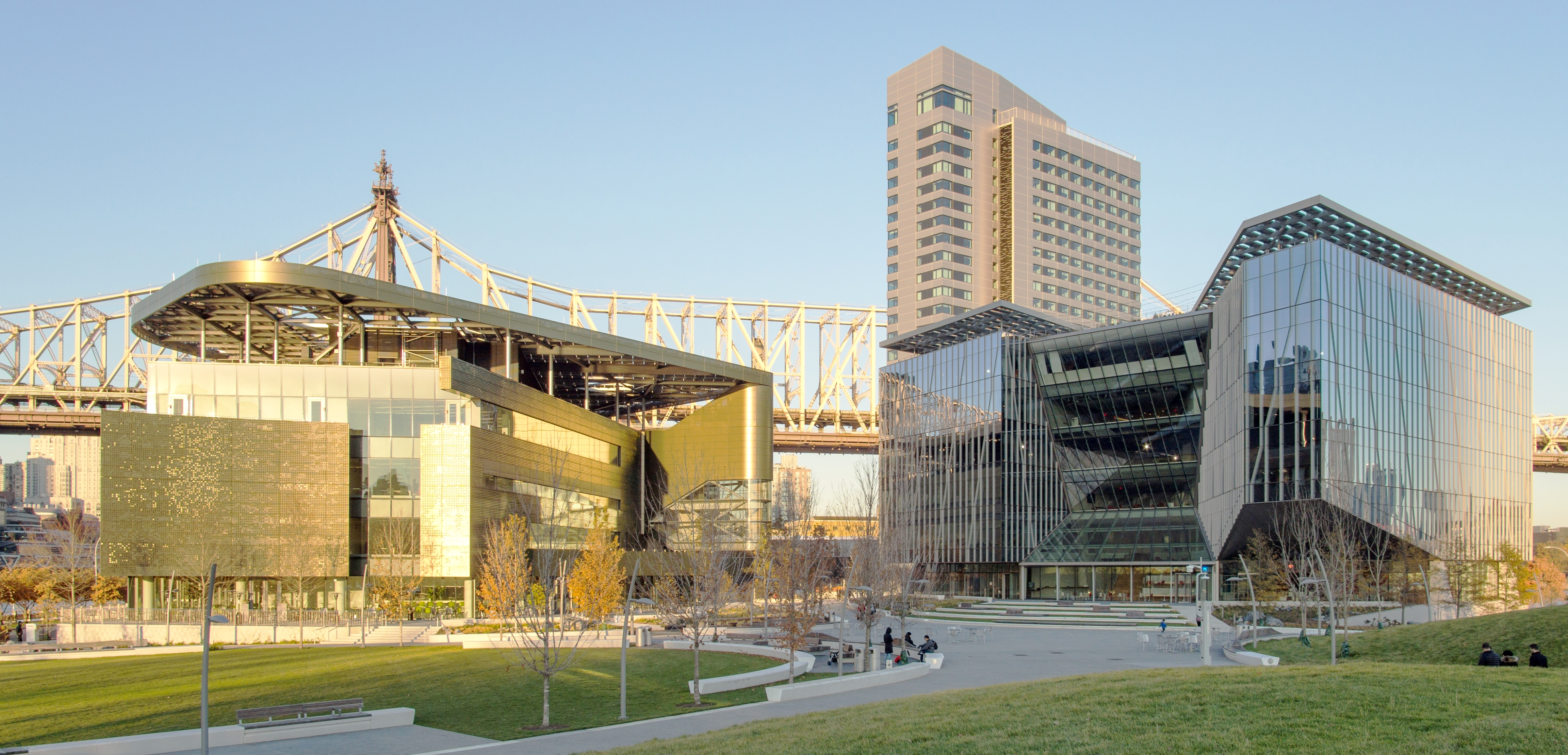
A Cornell Egyetem 2017-ben átadott campusa a szigeten

## Közlekedés
Az 1909-ben átadott, a sziget felett húzódó, Manhattant és Queenst összekötő híd közepéről, Queensboro Bridge, 1930-tól egy felvonórendszer szállította a gyalogosokat és a járműveket a szigetre. Járművel jelenleg a keleti oldalról érhető el, a pusztán Queenst és a szigetet összekapcsoló Roosevelt Island Bridge-en át. Területén tömegközlekedési eszközként busz jár, megközelíthető többféle tömegközlekedési eszközzel: komppal, Manhattanből 1976 óta kabinos felvonóval, valamint 1989 óta metróval is. 

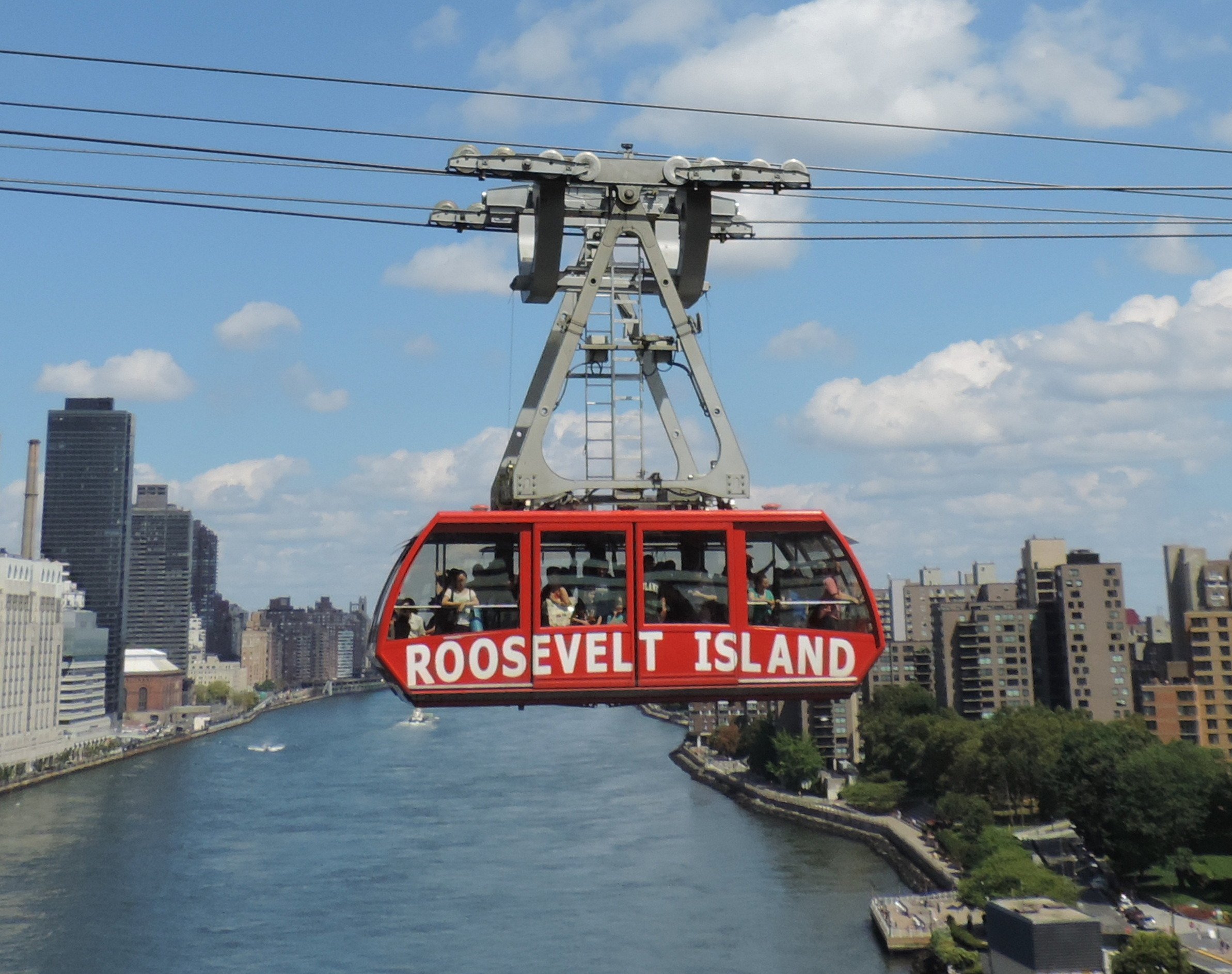
A szigetet Manhatannel az East River felett összekötő kabinos felvonó
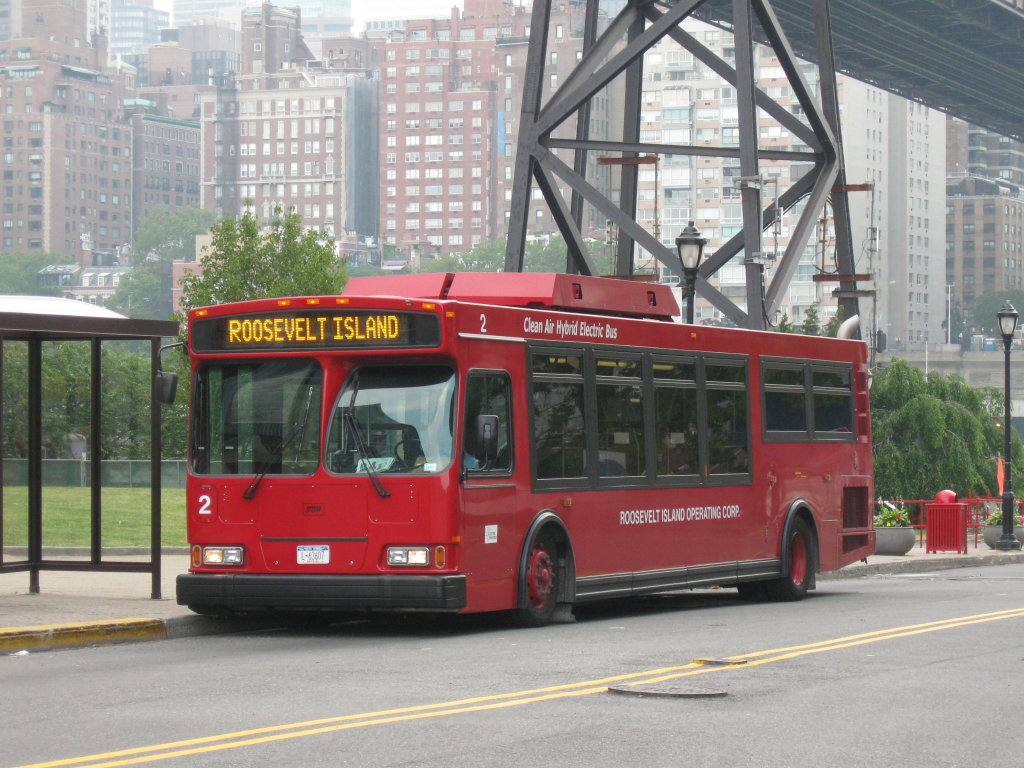
A sziget tömegközlekedését szolgáló Red Bus (Tramway Plaza megálló)